# FLORAKO

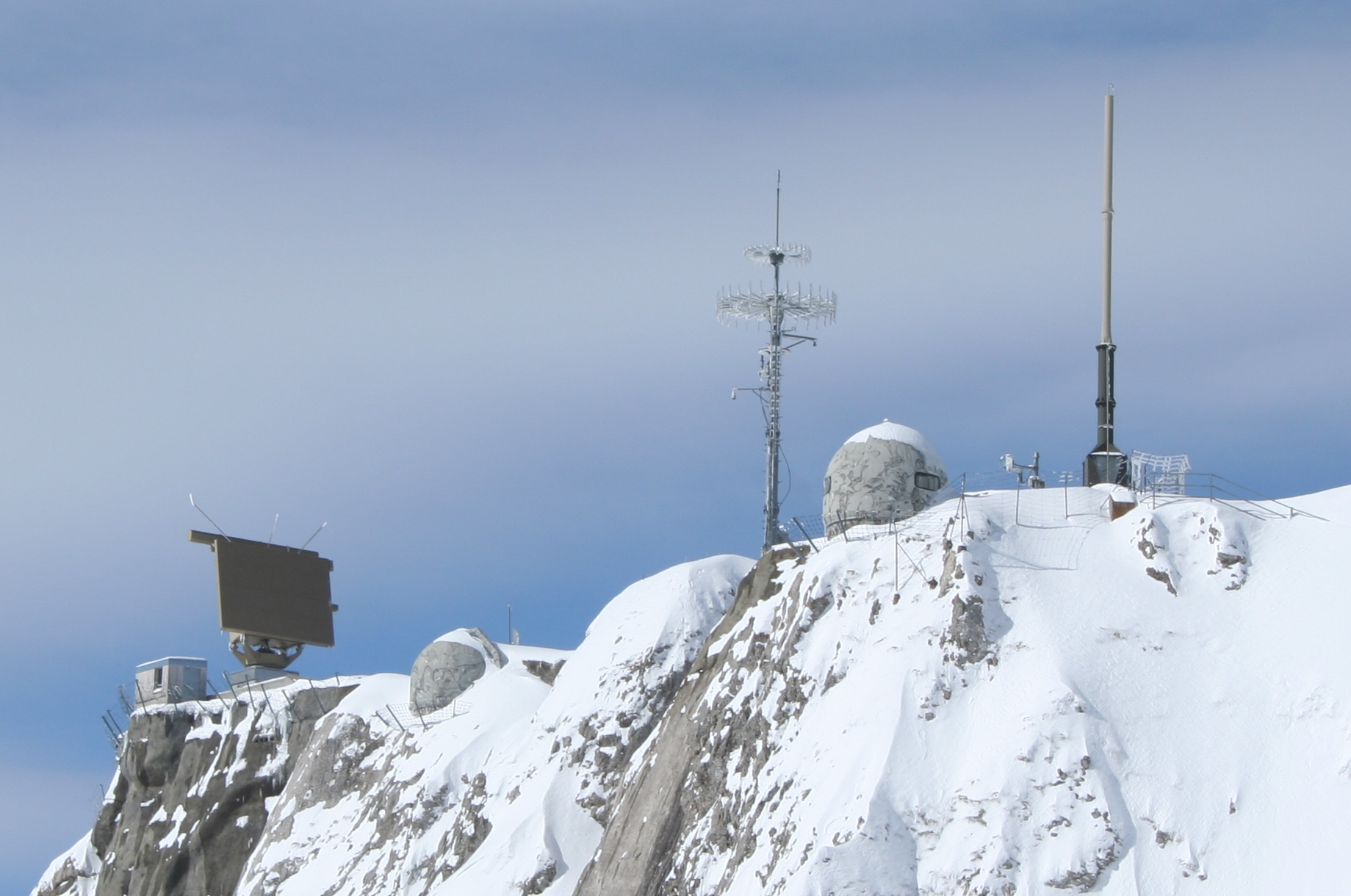
Système FLORAKO sur le Pilatus

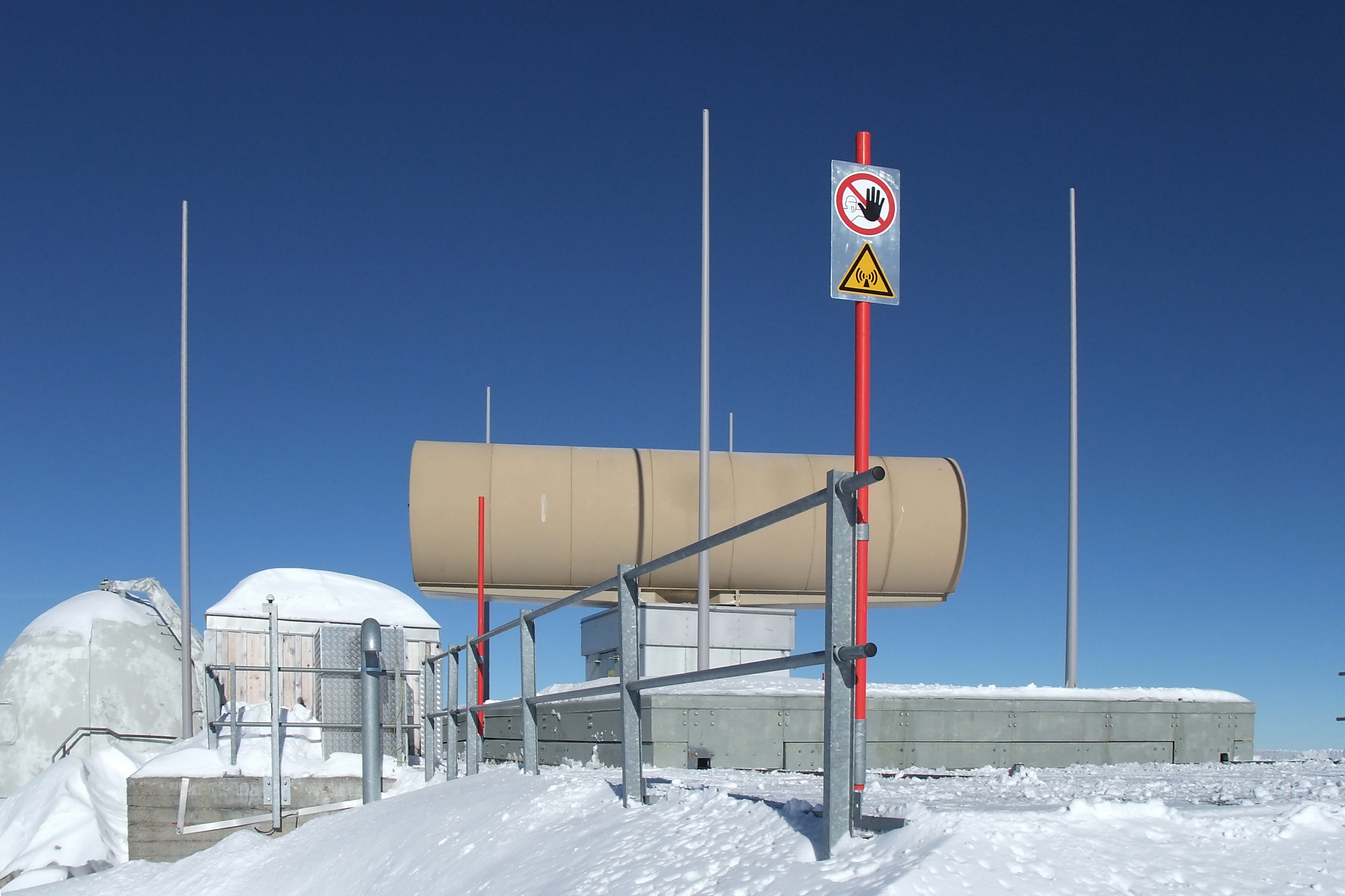
Radar secondaire FLORAKO

FLORAKO (en allemand : Florida Radarersatz Radarluftlagesystem Kommunikationssystem) est le système de surveillance et de gestion de l'espace aérien des Forces aériennes suisses. Il a remplacé le système FLORIDA en 2003.

## Acquisition
Le système FLORAKO a été introduit le 2 février 2004 par les Forces aériennes suisses. Il remplace l'ancien système de surveillance et de gestion de l'espace aérien FLORIDA introduit en 1970. Les coûts d'acquisition se sont élevés à environ 728 millions de francs suisses. Les quatre sites radar du Pilatus, du Scopi, du Weisshorn (en) et du Weissfluh (en) sont classés et ne sont donc pas accessibles au public. Le fournisseur du système est Thales Raytheon Systems, une coentreprise entre Raytheon et le groupe Thales. Thales Raytheon Systems a également participé à la nouvelle extension du système livrée en 2008 et continue à effectuer de nouvelles mises à niveau du système. En janvier 2017, Armasuisse et Thales signent un contrat de 74 millions d’euros pour la modernisation du système FLORAKO avec pour objectif de prolonger la disponibilité des radars et de maintenir une excellence opérationnelle jusqu’en 2030. Ce nouveau système se nomme Skyview.

## Technologie
Le système radar peut éventuellement être complété le système TAFLIR (TAktische FLIeger Radars - Radars de vol tactiques). Ces radars de type AN/MPQ-64 sont une variante du AN / TPS-75 de Northrop Grumman et sont déployables dans des zones de terrain difficile ou nécessitant une couverture spécifique. Le FLORAKO est une version modifiée selon les exigences suisses des radars Master A et Master M de Thales. En plus des données des stations radar FLORAKO et des données des radars mobiles TAFLIR, les données des radars civiles de Skyguide peuvent également être intégrée dans le système FLORAKO. Armasuisse exploite un Pilatus PC-12 (HB-FOG) spécialement équipé pour calibrer  le système FLORAKO (radars, MIDS Link-16 et communication radio).